# Latris lineata
Latris lineata is een straalvinnige vissensoort uit de familie van trompetvissen (Latridae). De wetenschappelijke naam van de soort is voor het eerst geldig gepubliceerd in 1801 door Forster.